# Pronephrium minahassae
Pronephrium minahassae är en kärrbräkenväxtart som beskrevs av Holtt. Pronephrium minahassae ingår i släktet Pronephrium och familjen Thelypteridaceae. Inga underarter finns listade.